# Romhányi János
Romhányi János (Privigye, 1865. június 16. – Nyitra, 1918. november 24.) Nyitra vármegyei levéltáros.

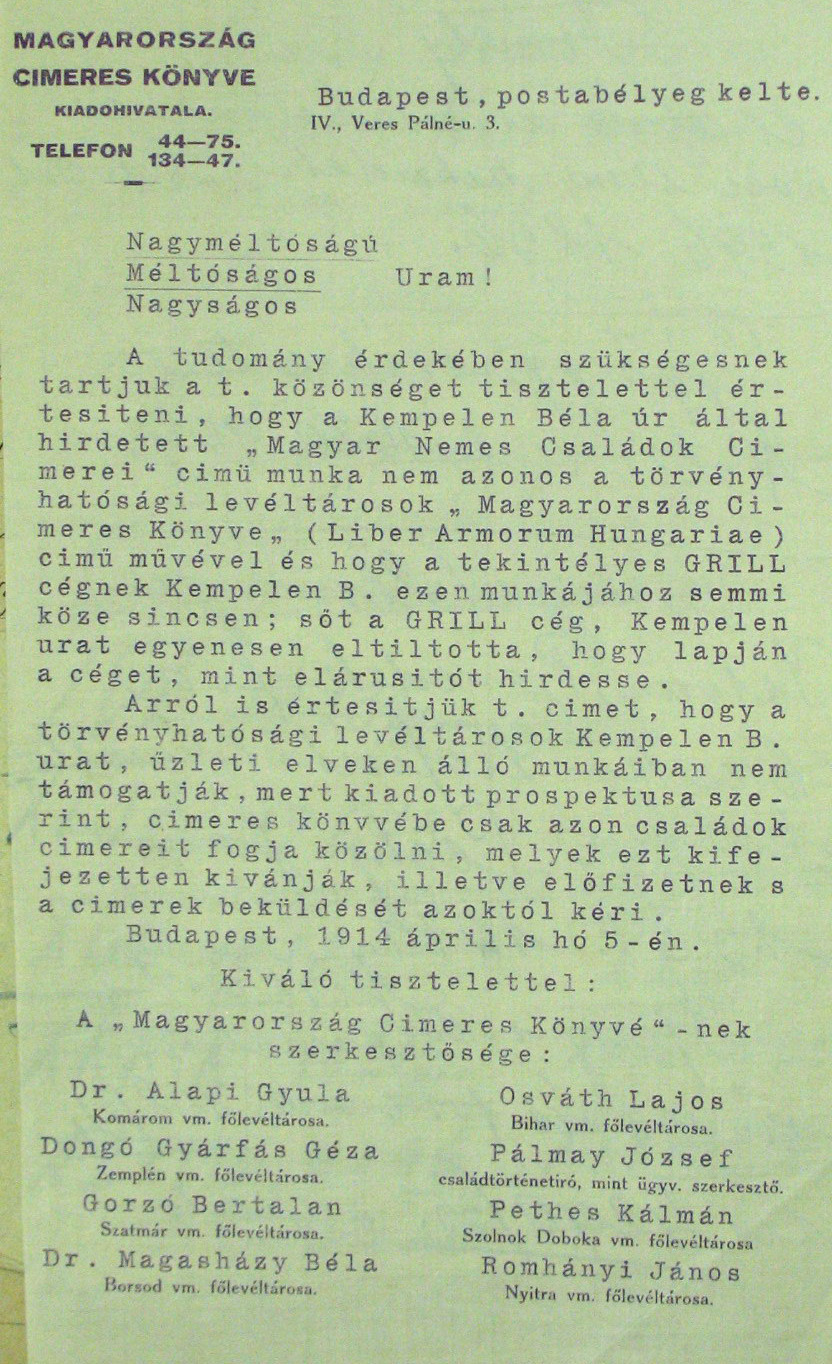
Egy 1914-es keltezésű levél a Magyarország címereskönyvének szerkesztőbizottságától

## Élete
Roháč György posztósmester és Palesch Franciska gyermeke. Eredeti Roháts nevét 1907-ben magyarosította.
A privigyei gimnáziumban, majd Bécsben a Pázmáneumban tanult teológiát. Átlépve a Budapesti Egyetemre klasszikus filozófiát tanult. 1891-től Budapesten gimnáziumban tanított. 1892–1896 között a rákospalotai Wagner Intézetben dolgozott. A Magyar Országos Levéltárban levéltárosi vizsgát tett, majd 1896. június 13-tól Versec város levéltárosa lett.
Juhász Gyula levéltáros halálát követően, 1900. június 5-től Nyitra vármegye levéltárosa lett. A latinul, németül és szlovákul is értő tudós a levéltári anyagot tudományos igényességgel rendezte. A tudományos pályafutásának megalapozásához mutatókat, cédulagyűjteményeket hozott létre. Sajnos ezen munkájának befejezésében és karrierjének kiteljesedésében korai halála (vérhas) megakadályozta. Tartalékos honvédtiszt volt.
1912-ben a Törvényhatósági Levéltárosok Országos Egyesületének megválasztott pénztárnokát volt kénytelen helyettesíteni. Részt vett a Magyarország címeres könyve (Liber Armorum Hungariae) szerkesztésében. Ebből csupán az első rész (A–Cs) jelent meg 1913-ban.
1893. augusztus 23-án Rácalmáson feleségül vette Kirner Saroltát. Gyermekeik Árpád Iván (1894) és Sarolta Mária Leopoldina (1897).

## Művei
- 1912 Kis-Bári községnek 1695. évi birtoktörténetéhez. Mesko Jakab adományos földesúr beiktatása. Adalékok Zemplén vármegye történetéhez, 195—200.
- 1914 Nemességigazolás Nyitra vármegyében 1754-55-ben. Levéltárosok Lapja 1913-16.
- 1914 Haláchy fassio 1523. és donatio 1528. Bobrovnikra
- 1915 A Haláchy-család czímeresnemes-levele 1507-ből. Levéltárosok Lapja.
- 1916 Tisztelendő Pepikius Simon származási bizonyítványa. Levéltárosok Lapja, 25.
- 1917 Kárász Lukács hadi commissarius utazása 1672-ben. Hadtörténelmi Közlemények 18, 148-150.